# Stolelift
En stolelift er en type svævebane, som består af et konstant cirkulerende metalkabel-kredsløb mellem to stationer og typisk også over mellem-tårne, som bærer en række stole. De benyttes primært til transport på skibakkerne i de fleste skisportsområder. De benyttes foruden i skisportsområderne også i forlystelsesparker, ved forskellige turistattraktioner og til urban transport. Stolelifte har et varierende antal stole/siddepladser i vognene, som varierer fra 1-8 personer per vogn.
Stoleliftene varierer i størrelse og effektivitet, en stolelift kan transportere optil 4.000 personer i timen og de hurtigste opnår hastigheder på op til 43,2 km/t. En topersoners stolelift kan transportere omkring 1.200 personer i timen. En firepersoners aftagelig stolelift kan transportere 2.400 personer i timen.